# 馬歇爾群島
馬歇爾群島（英語：Marshall Archipelago）為位在南極洲蘇茲貝格灣海域上的群島，由眾多冰雪覆蓋的島嶼所組成。這些島嶼由海軍上將李察·柏德所率領的柏德南極探險隊（Byrd Antarctic Expedition，1928年－1930年；1933年－1935年）和美國南極服務（United States Antarctic Service，1939年－1941年）發現 。美國地質調查局依據調查以及美國海軍之航空照（1959年－1965年）將此群島繪入至地圖中。因五星上将乔治·卡特莱特·马歇尔於1933年至1935年間以個人身分資助並且提供諮詢援助予伯德探險隊，李察·柏德將此群島命名為馬歇爾。

## 島嶼
- 本頓島（Benton Island，77°4′S 147°53′W / 77.067°S 147.883°W）為馬歇爾群島其中一座島嶼，長約7.4（4海里），坐落在諾蘭島西北方、普日貝謝夫斯基島西方，此島與普日貝謝夫斯基島相距9.3（5海里）。

- 克羅嫩韋特島（Cronenwett Island，77°0′S 150°0′W / 77.000°S 150.000°W）為馬歇爾群島其中一座島嶼，長約37（20海里），為群島中長度最長的島嶼。此島嶼坐落在沃爾默島和斯蒂文頓島之間。雖然這座島嶼鄰近沃爾默島，但事實上沃爾默島並不是馬歇爾群島中的一員。

- 格賴恩德島（Grinder Island，77°34′S 149°20′W / 77.567°S 149.333°W）為馬歇爾群島其中一座島嶼，長約13（7海里），寬約1.9（1海里）。此島位在斯蒂文頓島西南方，兩島相距24（13海里）。

- 漢納島（Hannah Island，76°39′S 148°48′W / 76.650°S 148.800°W）為馬歇爾群島其中一座島嶼。此島坐落在哈欽森島（英语：Hutchinson Island (Antarctica)）和蓋斯特半島之間。

- 哈欽森島（英语：Hutchinson Island (Antarctica)）（Hutchinson Island，76°47′S 148°53′W / 76.783°S 148.883°W）為馬歇爾群島其中一座島嶼，長約28（15海里），此島坐落在沃爾默島東方，兩島相距19（10海里）。

- 克拉默島（Kramer Island，77°14′S 147°10′W / 77.233°S 147.167°W）為馬歇爾群島其中一座島嶼，長約3.7（2海里）。此島坐落在諾蘭島和科爾特嶺之間。

- 馬登島（Madden Island，77°27′S 149°3′W / 77.450°S 149.050°W）為馬歇爾群島其中一座島嶼，長約7.4（4海里），此島坐落在穆迪島和格賴恩德島之間。

- 奧爾島（Orr Island，77°38′S 149°36′W / 77.633°S 149.600°W）為馬歇爾群島其中一座島嶼，長約5海里（9.3；5.8英里）。此島位在格賴恩德島西南方，兩島相距5.6（3海里）。

- 普日貝謝夫斯基島（Przybyszewski Island，76°58′S 148°45′W / 76.967°S 148.750°W）為馬歇爾群島其中一座島嶼，長約22（12海里）。此島位在克羅嫩韋特島東方，兩島相距5.6（3海里）。有趣的是，位在此島南部的岩層似乎為巴雷拉岩。

- 索德島（Thode Island，77°2′S 148°3′W / 77.033°S 148.050°W）為馬歇爾群島其中一座島嶼。此島位在本頓島西北方、普日貝謝夫斯基島東方，此島與本頓島相距1.9（1海里），與普日貝謝夫斯基島則相距9.3（5海里）。